# Phebellia laxifrons
Phebellia laxifrons är en tvåvingeart som beskrevs av Hiroshi Shima 1981. Phebellia laxifrons ingår i släktet Phebellia och familjen parasitflugor. Inga underarter finns listade i Catalogue of Life.